# Koenigsegg CCR
Koenigsegg CCR — суперкар шведської компанії Koenigsegg, що був презентований 2004 на Женевському автосалоні. Був модифікацією серії Koenigsegg CC, що випускалась у 2002—2010 роках. Було виготовлено 14 машин Koenigsegg CCR при базовій ціні 530.000 €.

## Технічні дані

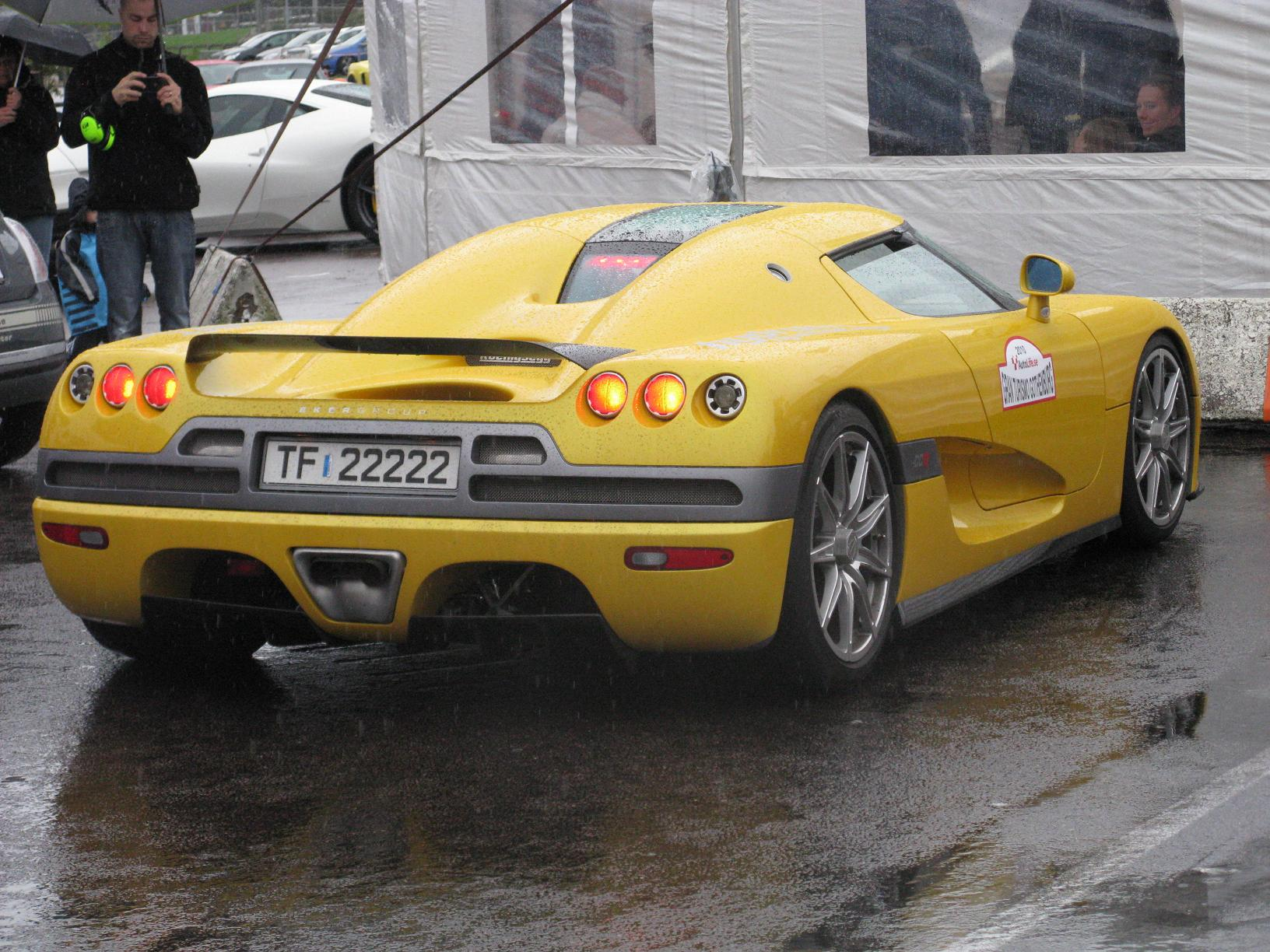

23 лютого 2005 на круговому автодромі Нардо в Італії встановив рекорд швидкості 388 км/год. На прямій міг розвивати 395 км/год, що було обмежено електронною системою.

### Мотор
На модель встановлювали мотор Ford для перегонів V8 типу DOHC з чотирма клапанами на циліндр, компресорами Lysholm. Його маса виносила 215 кг завдяки застосуванню титану в системі відведення вихлопів. Він розвивав максимальний обертовий момент 920 Нм при 5700 об/хв і максимально 7600 об/хв. Модель розганявся 0-100 км/год за 3,2 сек, долав з місця чверть милі (402,34 м)за 9 сек на швидкості 235 км/год. Гальмівний шлях 100-0 км/год становив 31 м.

### Кузов
Кузов, шасі виготовлено з вуглепластику та кевлару.